# Форос
Форо́с (крим. Foros) — селище в Україні, у складі Ялтинського району Автономної Республіки Крим. Назва походить від грец. φόρος — податок.
Розташоване в південно-західному районі Великої Ялти, за майже 41 км від м. Ялта (автошлях Н19), і за майже 98 км від м. Сімферополь, а також за 48 км від найближчої залізничної станції до м. Севастополя. Поблизу Форосу розташована найпівденніша точка України — мис Миколая (44°23'11 пн. ш. і 33°46'38 сх. д.).. Таким чином Форос можна вважати найпівденнішим населеним пунктом України (хоча всюди пишуть про мис Сарич, який належить до Севастопольської міської ради, і саме місто Севастополь розташоване далі).
Автостанція забезпечує автобусний зв'язок із містами Ялта і Севастополь.

## Історія

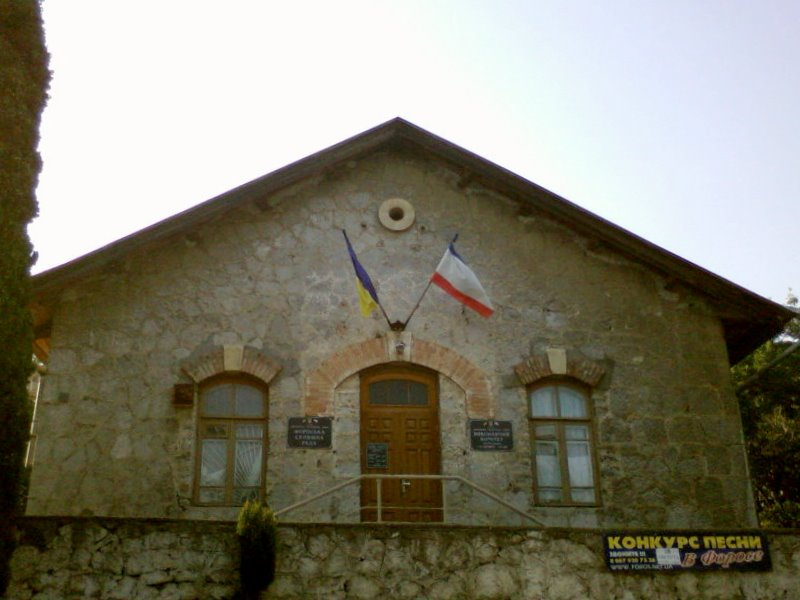
Фороська селищна рада

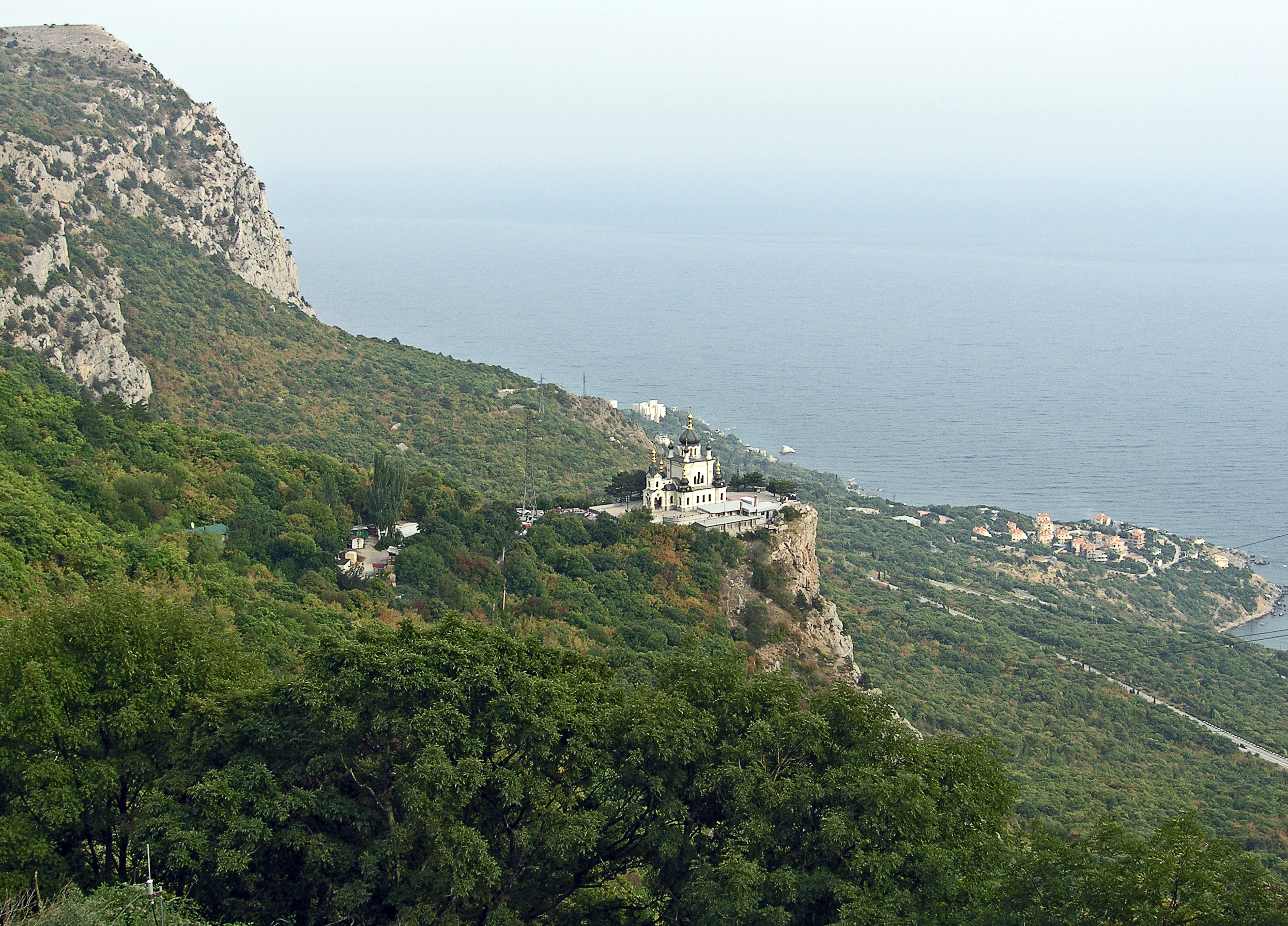
Вид на Форос і Фороську церкву з перевалу Байдарські ворота

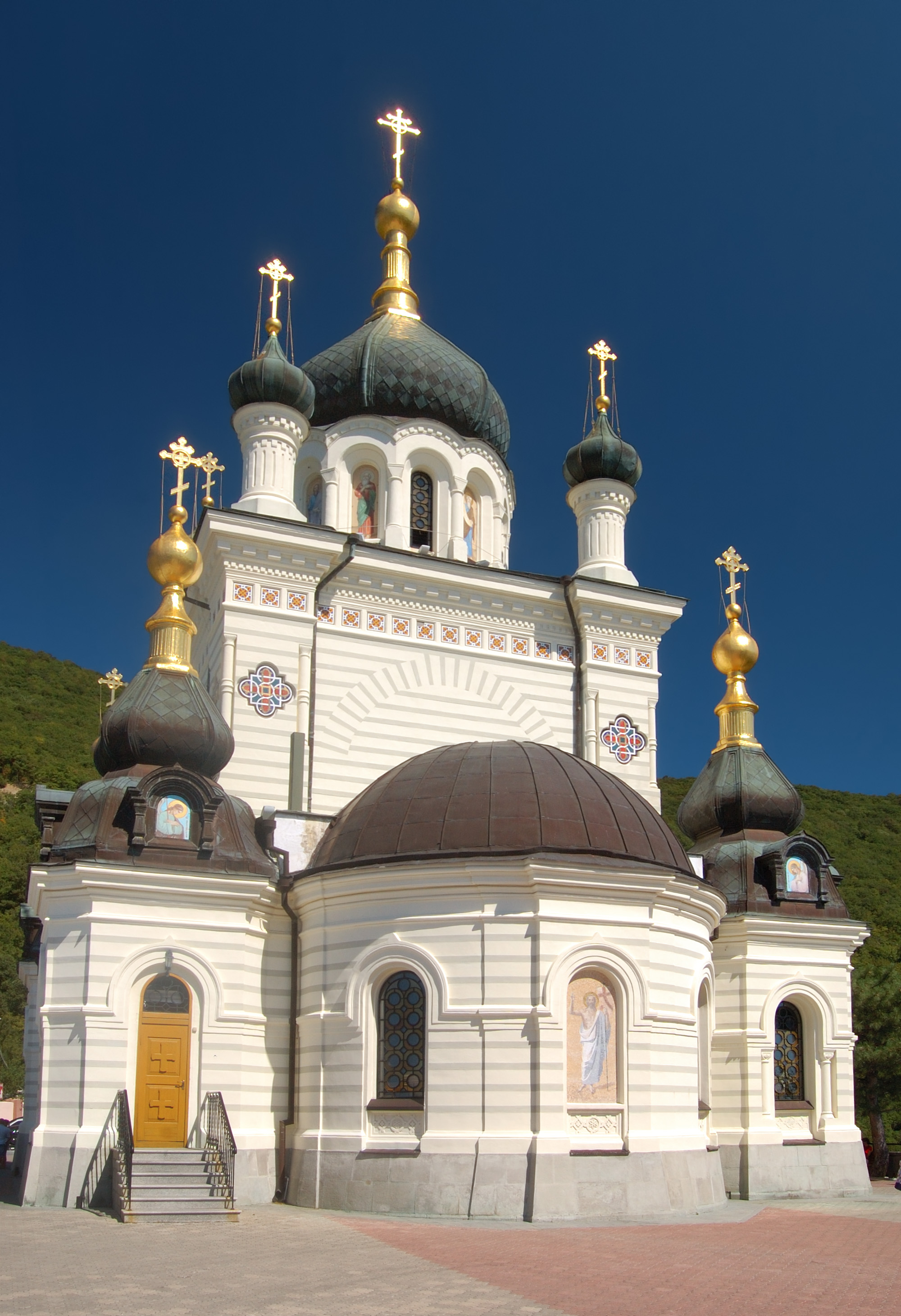
Церква Воскресіння Христового

На території сучасного Фороса з античних часів і до XV ст. існувало грецьке поселення з аналогічною назвою. Існує ряд версій походження назви — φάρος — маяк; φόρος — мито, податок. Вважається, що поселення було засноване греками ще у V ст. до н. е.
У XIII—XV ст. тут існувала генуезька фортеця та факторія Форі (у документах 1360 р. — Фові). Це був важливий торговельний пункт. Тут був порт, ймовірно маяк. Це було значне поселення, яке стояло безпосередньо на березі моря. Проте поселення існували і на схилах, що прилягали до підніжжя Байдарської скелі. За 600—800 м на південний захід від підніжжя Фороської скелі було виявлено ще одне середньовічне поселення із залишками оборонної споруди. Поряд був могильник та церква. На схилах гори нижче сучасної Фороської церкви 1968 р. було виявлено залишки храму 13-15 століть розміром 7 на 4,5 м. Західніше залишків цього храму було виявлено могильник середньовічного Фороса та залишки ще одного храму розміром 5,7 на 8 метрів.
1475 р., при загарбанні Криму османами, генуезька факторія Форі була зруйнована.
Вважається, що наступні століття на місці Форі існувало крихітне село Форос.
Село Форос згадане у Камеральному описі Криму 1784 року як поселення Мангупського кадилику. Того ж року село увійшло до складу Сімферопольського повіту Таврійської області. З 1796 по 1802 р. входило до Акмечетського повіту Новоросійської губернії. З 1802 р. село увійшло до складу Сімферопольського повіту Таврійської губернії.
Після загарбання Криму Російською імперією землями Фороса володіли, змінюючи один одного, князі Потьомкін, Наришкін, Голіцин, граф Ігнатьєв. Маєток Тесселі був подарований генералові Миколі Раєвському-старшому. Він же заснував Фороський парк[джерело?].
1805 року у Форосі налічувалося 14 дворів та мешкало 79 осіб, виключно татар. З 1829 р. належала до Байдарської волості Сімферопольської, а з 1838 р. — Ялтинського повіту.
За «Переліком населених пунктів Таврійської губернії за відомостями 1864 року», «Форос, 2 власницькі російські економії, при безіменних джерелах, за 39 верст від повітового міста, 11 верст від станової квартири, 3 двори, 8 мешканців, кордон прикордонної сторожі». У картографічних джерелах кінця ХІХ ст. фігурує просто як садиба Форос.
Наприкінці XIX ст. власником Фороса став відомий чайний промисловець, московський купець першої гільдії Олександр Григорійович Кузнецов (1855–1895), який перетворив селище на зразковий маєток європейського типу. Він заклав на території селища відомий Фороський парк[джерело?], який нині є пам'яткою садово-паркової архітектури загальнодержавного значення, збудував палацовий ансамбль, який зберігся до наших днів.
Інтер'єр головного палацу в стилі класицизму створювали художники XIX ст. — Клебер, Чагін, Маковський.
У 1892 р. над Форосом, на Червоній скелі, за проектом архітектора Г. Чагіна, коштом О. Г. Кузнецова, була побудована церква у візантійському стилі, що стала нині однією з візитівок Південного узбережжя Криму.
Перед більшовицьким переворотом останніми власниками Фороса були Ушкови, які збудували тут іподром, розвинули в селищі виноградарство і виноробство.
З 1922 р. Форос — курорт для лікування серцево-судинних захворювань, неспецифічних хвороб органів дихання, функціональних захворювань нервової системи. 1926 року у хуторі та санаторії Форос Мухалатської сільської ради Ялтинського району налічувалося 113 дворів та мешкало 279 осіб. 1954 року у поселеннях санаторію та підсобного господарства Форос налічувалося 233 двори та мешкало 508 осіб. З 1962 р. — селище міського типу.
У Форосі — одна загальноосвітня школа, дитячий комбінат; амбулаторія; клуб, філіал музичної школи.
Курортні установи: санаторій, кемпінг, готель; відділення одного банку. У Форосі розташована дача «Тесселі» керівника СРСР Михайла Горбачова, що стала знаменитою у зв'язку із серпневими подіями 1991 р..
У 2006—2008 рр. у Форосі проходив міжнародний шаховий турнір — «Форос». Спонсором виступав «АероСвіт». Місцеві майстри посіли найвищі місця.
Із 2014 року перебуває в стані незаконної окупації Росією.